# Margarinotus silantjevi
Margarinotus silantjevi är en skalbaggsart som först beskrevs av Shirjajev 1903.  Margarinotus silantjevi ingår i släktet Margarinotus och familjen stumpbaggar. Inga underarter finns listade i Catalogue of Life.